# Oxidercia punctularis
Oxidercia punctularis là một loài bướm đêm trong họ Noctuidae.